# Parco regionale dell'Abbazia di Monteveglio
Il parco regionale dell'Abbazia di Monteveglio è un'area naturale protetta dell'Emilia-Romagna istituita nel 1995.
Occupa una superficie di 878,31 ha nella provincia di Bologna.
Il parco coincide con il sito di interesse comunitario abbazia di Monteveglio (IT40500016).

## Fauna

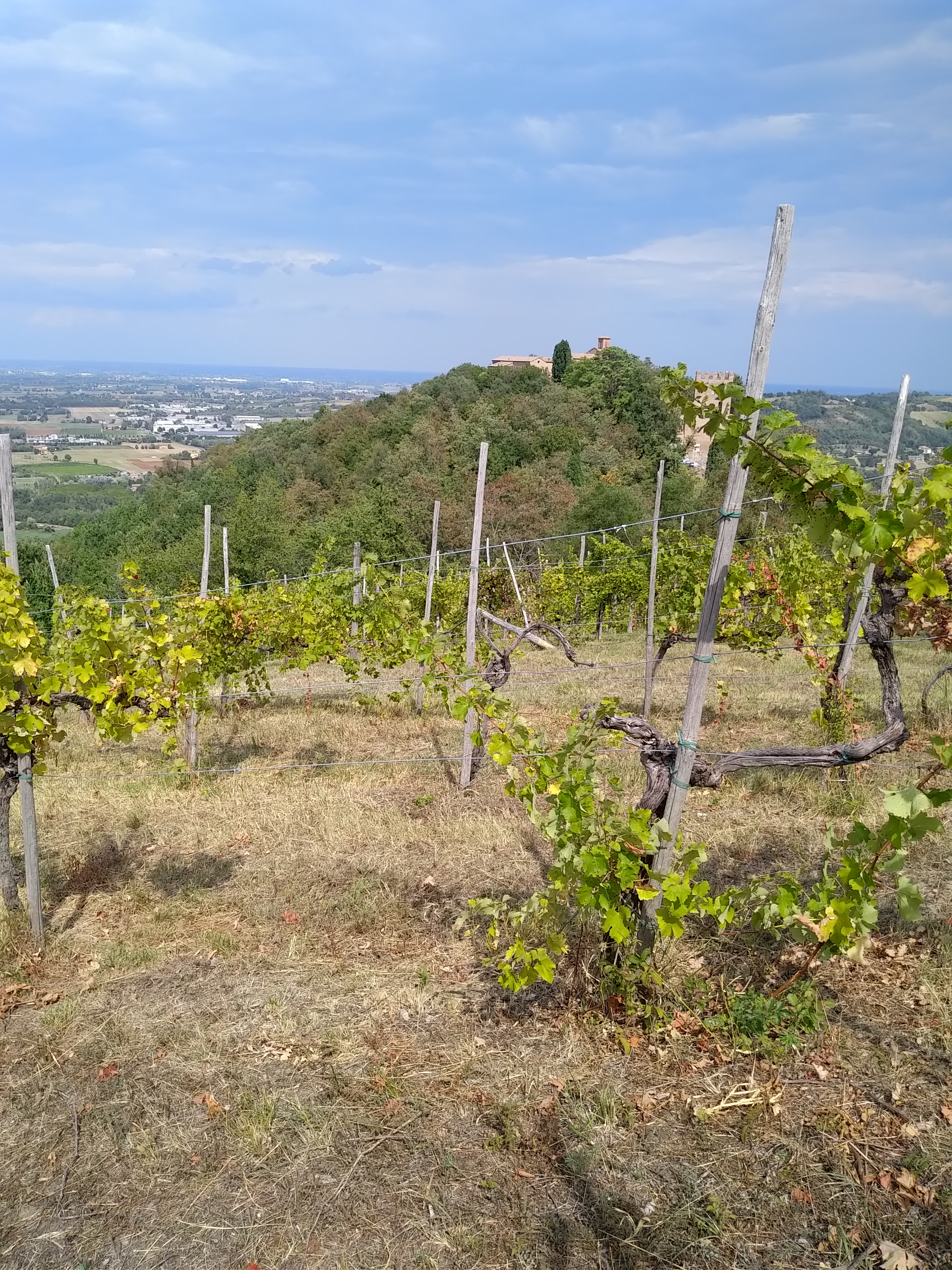
I vigneti del Colle della Cucherla

Nel Parco sono presenti numerosi piccoli mammiferi: il Riccio europeo lo si trova quasi ovunque, mentre lo Scoiattolo rosso, il Ghiro, il Moscardino e l'Arvicola rossastra vivono solo nelle zone boschive; la Lepre europea e l'Arvicola campestre frequentano i prati e i campi e l'Arvicola terrestre, ottima nuotatrice, fa la tana sulle sponde dei torrenti.

Salendo di dimensioni, nel parco viono anche la Volpe rossa, il Tasso, la Donnola e la Faina tra i carnivori, mentre gli erbivori presenti sono il Cinghiale e il Capriolo, da poco tornato a frequentare gli ambienti del Parco.

L'avifauna è molto diffusa: numerosi Passeriformi (Usignolo, Capinera Scricciolo, Pettirosso, Merlo, Fringuello, Luì piccolo), tipici agli ambienti forestali italiani, vivono e nidificano nella zona. Il Picchio rosso maggiore ed il Picchio verde scavano col becco delle cavità, che aiutano altri uccelli, come il Picchio muratore e molte specie di Cince, a nutrirsi.

Altri uccelli che frequentano i boschi sono il Cuculo e la Ghiandaia, mentre nelle zone aperte troviamo il Verdone, il Verzellino, il Cardellino, la rara Averla minore e lo Zigolo nero, la Rondine, il Rondone e il Balestruccio. Un altro uccello tipico a questi campi è il Fagiano, insieme, solamente d'estate, alla Quaglia.

Tra i rapaci, vanno ricordati il Gheppio e la Poiana comune, mentre lungo i fiumi vivono gli Aironi cenerini e le Nitticore.

## Flora

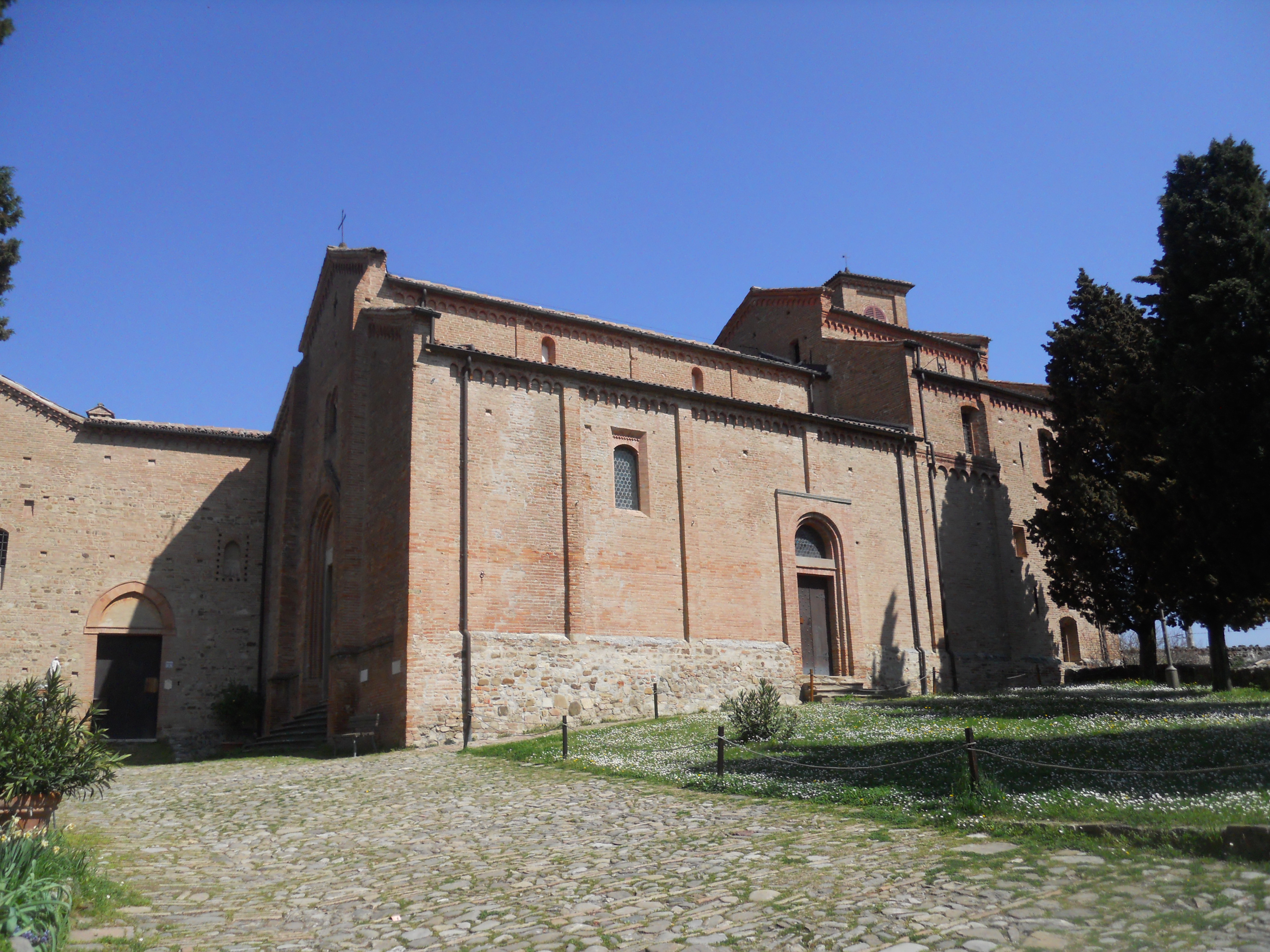
L'abbazia di Monteveglio

L'area del parco fortemente antropizzata e caratterizzata da vigneti e coltivi si alterna a un'area coperta da boschi, praterie e incolti. 
Degni di nota i calanchi, che ospitano una flora particolare: sono presenti alcune erbe come l'astro spillo d'oro (Aster linosyris) e in misura minore la carota selvatica, la scorzonera delle argille (Podospermum canum); l'ononide di Masquillieri (Ononis masquillierii) è occasionale; nei ristagni tra i calanchi si trovano il farfaro (Tussilago farfara), l'erba ceppitoni (Dittrichia viscosa), il centauro giallo (Blackstonia perfoliata); nelle zone di terreno stabilizzato si incontrano arbusti pionieri come il ginepro, la ginestra, la rosa selvatica, il sanguinello e il salicone (Salix caprea).